# Лакруа, Анри
Анри Лакруа — французский игрок в петанк, родившийся 31 мая 1975 года в Ла-Сейн-сюр-Мер. 
Победитель Pétanque Masters, он   11-кратный  Чемпион мира, 3-кратный Чемпион   Европы и  19-кратный Чемпион  Франции по петанку.
Он тренировался и выступал также  с Филиппом Конте и Филиппом Сюшаром, знаменитой «Командой мечты» (3-кратные чемпионы мира подряд с 2001 по 2003 годы и 4-кратные чемпионы Франции с 2006 по 2010 год).
В 2016 году он вступил в клуб l'ABC Драгиньян, чтобы объединиться с Диланом Роше и Стефаном Робино.  В 2018-м он Лакруа стал первым игроком в истории, который выиграл три главных французских титула в петанке разом (в одиночном зачёте, в паре с Диланом Роше и командном зачёте с  Роше и  Робино), подтвердив свой статус одного из  лучших игроков в мире.